# سن-پیر-باتیست، کبک
سَن-پیر-باتیست (به فرانسوی: Saint-Pierre-Baptiste) قصبه‌ای در منطقه شهری لرابل ناحیه سانتر-دو-کبک در استان کبک کانادا است. در سرشماری سال ۲۰۱۱ این قصبه ۴۹۵ نفر جمعیت داشته‌است و مساحت آن ۸۰٫۷۲ کیلومتر مربع است.